# Thánh Thụy Hoàng thái phi
Khâm Thành Hoàng hậu (chữ Hán: 欽成皇后; 1052 - 1102), còn gọi là Chu Đức phi (朱德妃) hoặc Chu Thái phi (朱太妃), là một phi tần của Tống Thần Tông Triệu Húc và là sinh mẫu của Tống Triết Tông Triệu Hú.

## Tiểu sử
Khâm Thành Hoàng hậu Chu thị, vốn dĩ mang họ Thôi (崔氏), nguyên quán ở Biện Lương (nay là vùng Hà Nam, Khai Phong). Cha là Thôi Kiệt (崔杰), sau mẹ là Lý thị cải giá lấy Chu Sĩ An (朱士安) nên bà mới đổi sang họ Chu.
Vào năm Hi Ninh thứ nhất (1068), Chu thị nhập cung làm Ngự thị (御侍), hàng thị thiếp không danh phận trong Nội đình. Năm thứ 8 (1075), tiến phong Tài nhân, sang năm tiến Tiệp dư. Năm Nguyên Phong thứ 2 (1079), chiếu tấn Chiêu dung, hàng Chính nhị phẩm. Năm thứ 5 (1082) lại tấn Hiền phi (賢妃), sang năm thứ 7 (1084) thăng làm Đức phi (德妃). Bà sinh hạ cho Tống Thần Tông được hai Hoàng tử và một Hoàng nữ, bao gồm Diên An Quận vương Triệu Dung, Sở vương Triệu Tự và Từ Quốc Trưởng công chúa.
Năm Nguyên Phong thứ 8 (1085), Tống Thần Tông lâm bệnh nặng, quần thần tâu xin lập Thái tử. Thần Tông chuẩn ý, do 5 Hoàng tử đầu tiên đều yểu mạng mất sớm nên Thần Tông lập Hoàng tử thứ 6 là Diên An Quận vương Triệu Dung làm Hoàng thái tử, đổi tên là Triệu Hú (趙煦). Việc này rất được Hoàng hậu của Thần Tông là Hướng hoàng hậu ủng hộ.
Không lâu sau Thần Tông băng hà, Triệu Hú kế vị, tức Tống Triết Tông. Tân đế liền tôn tổ mẫu là Cao Thái hậu làm Thái hoàng thái hậu, tôn Đích mẫu Hướng hoàng hậu làm Hoàng thái hậu, còn sinh mẫu Chu Đức phi do chỉ là phi tần của Tiên đế nên được tôn làm Hoàng thái phi.

## Mẫu dĩ tử quý
Năm Nguyên Hựu thứ 3 (1088), Cao Thái hoàng thái hậu dựa vào "Mẫu dĩ tử quý" (母以子貴) của Kinh Xuân Thu, ra chỉ dụ ban cho Chu Thái phi phục trang, lễ nghi đều án theo thể chế của Hoàng hậu. Giữa năm Thiệu Thánh (1094 - 1098), Tống Triết Tông ra lệnh cải chế đồ dùng của sinh mẫu Chu Thái phi, Nghi vệ hộ tống kiệu của bà được đi bằng cửa Tuyên Đức môn ở phía Đông, bá quan tôn gọi bà là ["Điện hạ"; 殿下], nơi ở gọi là Thánh Thụy cung (聖瑞宮). Triết Tông còn ra lệnh truy phong cho Thôi Kiệt làm Thái sư và Chu Sĩ An làm Thái bảo. Khi Tống Triết Tông băng hà, em trai là Đoan vương lên ngôi, tức Tống Huy Tông. Tân Hoàng đế tôn sinh mẫu Quý nghi Trần thị làm Hoàng thái phi, nên cải gọi Chu Thái phi thành Thánh Thụy Hoàng thái phi (聖瑞皇太妃) để phân biệt. Đương thời, nghi chế của bà được giữ như khi Triết Tông tại vị.
Sùng Ninh nguyên niên (1102), tháng 2, ngày Tân Sửu (16), Thánh Thụy Hoàng thái phi Chu thị mất, thọ 51 tuổi. Bà được truy tôn làm Hoàng thái hậu ngay sau đó. Tháng 4 cùng năm ấy, ngày Kỷ Hợi, dâng thuỵ hiệu là Khâm Thành Hoàng hậu (欽成皇后), sang tháng sau liền phụ táng vào Vĩnh Dụ lăng (永裕陵). Tháng 6, ngày Kỷ Sửu, thăng phụ thần chủ vào Thái Miếu.

## Hậu duệ
1. Tống Triết Tông Triệu Hú [趙煦].
2. Triệu Tự [趙似; 1083 - 1106], con trai thứ 13 của Thần Tông, bị nghi kỵ không phải là con của Tống Thần Tông.
Năm Nguyên Phong thứ 6 sinh ra, năm thứ 7 thụ phong Hòa Quốc công (和國公). Triết Tông lên, cải phong Tấn Ninh quận vương (普寧郡王). Thiệu Thánh thứ 5 (1098), cải phong Giản vương (簡王). Khi Triết Tông băng, từng được Tể tướng Chương Đôn khuyên làm kế vị, nhưng không thành. Sau nhiều lần cải phong, lần gần nhất là Sùng Ninh thứ 5 (1106), phong Hàn vương (韓王). Khi mất, truy phong Sở vương (楚王), tứ thuỵ là ["Vinh Hiến"; 榮憲], nên gọi Sở Vinh Hiến vương (楚榮憲王).
3. Từ Quốc Trưởng công chúa [徐國長公主; 1085 - 1115], con gái út của Thần Tông, được sinh ra vài tháng sau khi Thần Tông qua đời.
Sơ phong Khánh Quốc công chúa (慶國公主), sau cải thành Ích (益), rồi Ký (冀), rồi Thục (蜀) tam quốc Trưởng công chúa, đến cuối cùng là Từ Quốc Trưởng công chúa. Năm Sùng Ninh thứ 3 (1104), hạ giá lấy Phan Ý (潘意) - cháu chắt của Phan Mỹ. Năm Chính Hòa thứ 3 (1113), bắt đầu quy chế vị hiệu mới, Tống Huy Tông cho cải phong thành Nhu Huệ Đế cơ (柔惠帝姬). Khi mất, thuỵ là Hiền Tĩnh Trưởng Đế cơ (賢靜長帝姬).